# Cellular Oncology
Cellular Oncology is een internationaal, aan collegiale toetsing onderworpen wetenschappelijk tijdschrift op het gebied van de celbiologie en de oncologie. De naam wordt in literatuurverwijzingen meestal afgekort tot Cell. Oncol. (Dordr). Het wordt uitgegeven door Springer Science+Business Media namens de International Society for Cellular Oncology en verschijnt tweemaandelijks.
Het tijdschrift is een voortzetting van het in 1989 opgerichte Analytical Cellular Pathology. Van 2004 tot 2010 verscheen het onder de titel Cellular oncology. Sinds 2010 wordt het tijdschrift Analytical Cellular Pathology weer onafhankelijk uitgegeven.